# Murano
Murano er en del af byen Venedig og er en ø, som ligger 1,5 km. nord for Venedig i lagunen. Murano har omkring 5.500 indbyggere.
Murano var til 1923 en selvstændig by; den blev indlemmet i Venedig. Murano er mest kendt for sin glaskunst; på grund af risikoen for brand måtte glaspusterne fra 1291 ikke længere arbejde i Venedig og flyttede   til Murano. Glasværksteder og fabrikker er stadig vigtige erhverv. Ud over glasskulpturer fremstilles  mosaik, drikkeglas, glasperler og lamper.
I byen ligger Basilica dei Santi Maria e Donato fra 1100-tallet, som er berømt for sin mosaikker. Glasmuseet Museo Vetrario er vidt berømt.

## Eksterne kilder og henvisninger
- Wikimedia Commons har flere filer relateret til Murano
- Bonniers lexikon, bind 13, Stockholm 1996
- Murano Arkiveret 24. august 2017 hos  Wayback Machine

45°27′30″N 12°21′12″Ø / 45.45833°N 12.35333°Ø